# 德爾納 (加利福尼亞州)
德爾納（英語：Derner）是位於美國加利福尼亞州莫多克縣的一個非建制地區。該地的面積和人口皆未知。

## 地理
德爾納的座標為41°17′57″N 121°33′38″W / 41.29917°N 121.56056°W，而該地的平均海拔高度為1334米（即4377英尺）。